# Kabinda
Kabinda je glavni grad provincije Lomami u Demokratskoj Republici Kongo. Zračna luka Tunta nalazi se nedaleko grada. Grad je gotovo u cijelosti bio uništen tijekom Drugog kongoanskog rata, u borbama ruandskih i domaćih postrojbi.
Prema popisu iz 2004. godine, Kabinda je imala 126.723 stanovnika.